# Hugh J. Grant

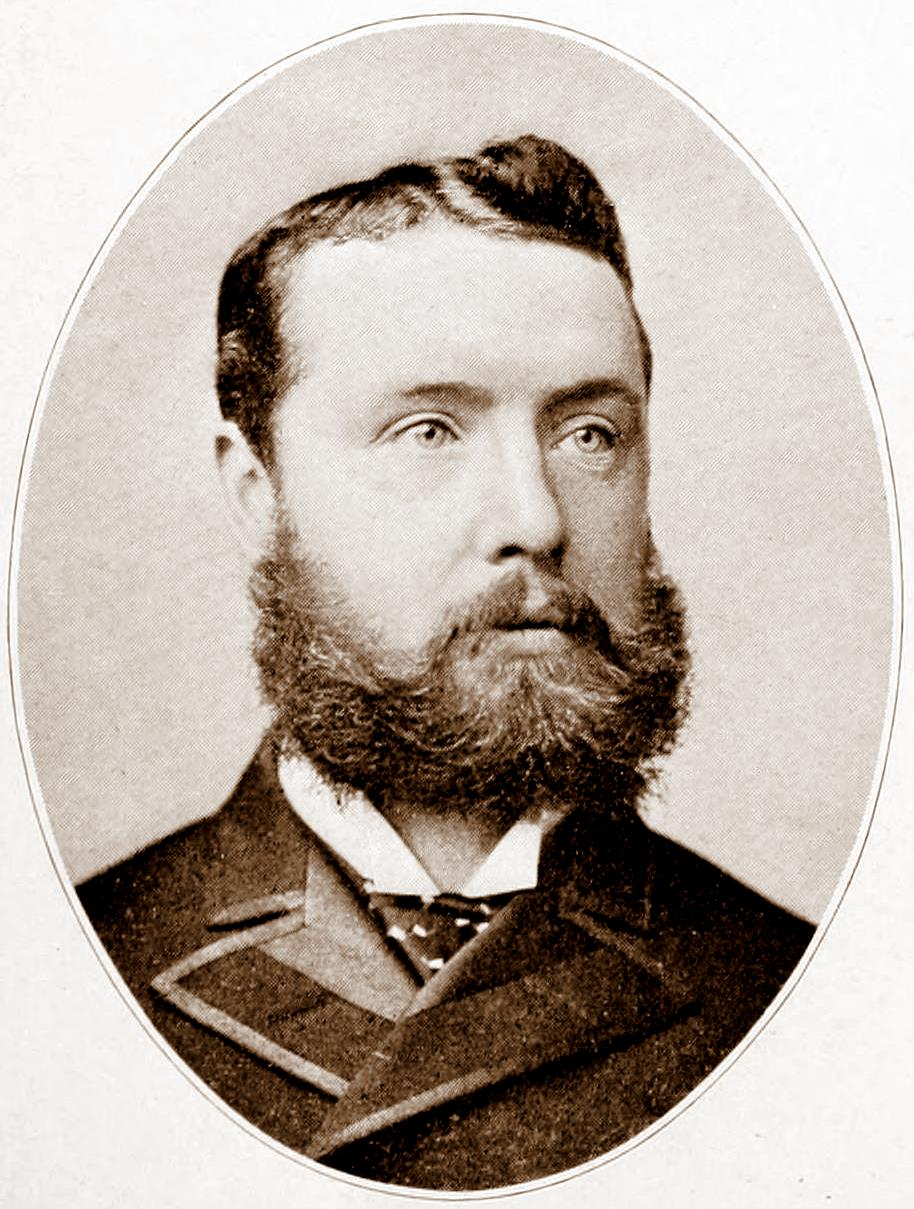
Hugh J. Grant

Hugh J. Grant (* 10. September 1858 in New York City; † 4. November 1910 ebenda) war ein US-amerikanischer Politiker. Zwischen 1889 und 1892 war er Bürgermeister der Stadt New York City.

## Werdegang
Hugh Grant wurde am 10. September 1858 in New York City geboren. Das belegen sein Pass aus dem Jahr 1878 und Angaben der Volkszählungen der Jahre 1860 und 1870. Aus nicht mehr nachvollziehbaren Gründen hat er zu Beginn seiner politischen Laufbahn sein Geburtsjahr auf 1852 bzw. 1853 vorverlegt und sich damit älter gemacht. Grant wurde früh zum Waisenkind und von einem Vormund erzogen. Er besuchte sowohl öffentliche als auch private Schulen. Anschließend absolvierte er das Manhattan College, eine Universität in Deutschland und die Columbia University. Dabei muss er auch Jura studiert haben, denn er praktizierte später als Anwalt. Außerdem war er in der Immobilienbranche tätig. Noch später stieg er auch in das Bankgewerbe ein.
Politisch schloss sich Grant der Demokratischen Partei und der Gesellschaft von Tammany Hall an. In den Jahren 1883 und 1884 saß er im Stadtrat von New York. Im selben Jahr kandidierte er erstmals, aber noch erfolglos für das Amt des Bürgermeisters. Von 1886 bis 1888 war er als Sheriff Polizeichef der Stadt. 1888 wurde Grant zum Bürgermeister von New York gewählt. Dieses Amt bekleidete er nach einer Wiederwahl zwischen Januar 1889 und Dezember 1892. Das Stadtgebiet von New York erstreckte sich bis 1898 im Wesentlichen auf den heutigen Stadtteil Manhattan. Als Bürgermeister arbeitete er an einer Reform der Verwaltung und der Verbesserung der Infrastruktur. Auf der anderen Seite wurde er aber in die Korruptionsaffären rund um Tammany Hall verwickelt. Später stellte sich heraus, dass das auch schon zu seiner Zeit als Sheriff der Fall gewesen war.
Nach dem Ende seiner zweiten Amtszeit verzichtete er auf eine weitere Kandidatur. Im Jahr 1894 entschloss er sich dann aber, erneut für das Amt des Bürgermeisters zu kandidieren. Dabei unterlag er aber William Lafayette Strong. In den Jahren 1888, 1892 und 1896 nahm er als Delegierter an den Democratic National Conventions teil. Hugh Grant war seit 1895 mit Julia Murphy, der Tochter von US-Senator Edward Murphy, verheiratet, mit der er drei Kinder hatte. Er starb überraschend am 4. November 1910 an einem Herzanfall.